# سیارک ۶۹۳۸
سیارک ۶۹۳۸ (به انگلیسی: 6938 Soniaterk، نامگذاری:5140T-2) شش هزار و نهصد و سی و هشتمین سیارک کشف شده‌است که در ۲۵ سپتامبر ۱۹۷۳ کشف شد.
قدر مطلق سیارک برابر ۱۱٫۴۰ است.